# 서울공항
서울공항 또는 서울 비행장(영어: Seoul Air Base, IATA: SSN, ICAO: RKSM)은 대한민국 경기도 성남시 수정구와 서울특별시 강남구 세곡동에 걸쳐있는 공군 기지이다. 2개의 활주로(19/1, 20/2)가 있으며, 활주로에는 ILS가 갖추어져 있다.

## 개요
서울공항은 기본적으로 성남 공군기지로 사용되고 있으며, 제15특수임무비행단이 주둔하고 있다. 대통령의 해외방문 및 해외 국빈들의 방한 시에 자주 이용되기 때문에 민항기의 이착륙은 특수 목적을 수행하는 경우가 대부분이다. 비상시 인천국제공항과 김포국제공항의 대체공항으로도 사용이 가능한 시설이 갖추어져 있다.

## 서울공항 이전 논의
2000년에 서울공항 기능을 김포공항으로 이전한다는 방안이 추진되었으나 대한민국 국방부가 강하게 반발해 무산되었다. 2002년에는 강남권 주택수요를 분산하기 위해 강남에 인접한 서울공항을 신도시로 개발하는 내용의 장단기 주택시장 안정대책이 발표되었다.
2004년에 경기도 산하 경기개발연구원이 작성한 <대도시권 성장관리 방안>에는 서울공항을 신도시로 개발한다는 기본 방향이 담겨 있었고, 이에 맞추어 성남시에서는 ‘2020년 성남 도시기본계획안’에 서울공항 부지를 강남을 대체할 저밀도 주거 단지로 조성한다는 계획을 세웠다. 이에 관하여 김서구 경기도 신도시개발단장은 서울공항 이전은 정부 중앙 부처가 결정할 사안이라고 전제하였으나 “정책 결정 과정에서 서울공항이 이전된다고 가정하고 그에 맞춰 장기 개발 계획을 수립했다.”라고 말했다.
2005년 3월11일에는 김한길 열린우리당 수도권발전대책특위 위원장이 “일부 부처가 반대하고 있으나 수도권 발전을 위해 필요하다면 서울공항 이전을 검토해야 한다" 고 말하였다.
2009년에 이명박 정부가 제2롯데월드 건설을 위하여 이 공항을 강원도 횡성군이나 경기도 파주시로 이전할 것을 검토하였으나, 횡성군으로의 이전은 서울과의 거리 등 안보상 문제를 살피지 않았다는 여론의 질타를 받았고, 파주시로의 이전은 2000년대 초반부터 급속히 도시화가 진행된 파주 뿐만 아니라 인근의 일산신도시 주민들까지 적지 않은 소음 공해 피해를 입을 것으로 예상되어 보류되었다.

### 민간공항 개방 문제
서울공항은 민간공항으로 개방하여야 한다는 주장과 이를 반대하는 주장이 주기적으로 제기되고 있는데, 이명박 정부 당시 경기도와 일부 전문가들은 서울공항을 민간에 개방하면 2021년에는 1조원이 넘는 이익이 발생할 것이라고 주장한 바 있다. 또한, 일부 성남 주민들은 민간공항 유치를 위한 추진위를 구성하였다.
송병흠 한국항공대학교 교수는 공항 접근 시간비용의 절감과 지역경제의 활성화, 성남시 항공운송관련 업체의 수입증대가 예상되는 만큼 민간공항 개방을 적극적으로 추진하여야 한다고 주장하였다. 경상대학교 항공학과 조환기 교수도 민군(民軍) 공동 활용의 찬성을 전제로 향후 발생될 소음 문제와 경제적 타당성을 면밀히 검토하여야 한다고 의견을 밝혔다.
그러나, 판교신도시와 고등동, 신촌동 지역에 대한 환경 피해와 소음 피해가 그치지 않아 이들 지역에 거주하는 성남시 시민들은 민간공항 개방에 강하게 반대하였다. 성남시민을 대상으로 한 여론조사에 따르면 성남공항의 민간 활용을 반대하는 주민은 56%로, 반대가 찬성보다 더 많았다.
성남시의회 최만식 의원은 서울공항을 민간공항으로 개방할 경우에 이미 서울공항으로 인해 소음과 각종 규제로 상당한 피해를 입고 있는 성남시민들의 주거와 생활환경 여건이 더욱 피폐해질 것이므로 서울공항의 민항 활용 논의는 중단되어야 한다고 주장하였다. 특히, 지난 40년 동안 서울공항 때문에 성남의 구 도심지는 고도 제한 규제를 받아 주민들이 막대한 피해를 보았는데 서울공항이 민항으로 활용되면 주거환경은 이전보다 더 열악해 질 것이라고 주장하였다.
선거 때만 되면 이 지역의 단골 선거이슈로 등장하는 서울공항의 민항 활용 문제에 대하여, 성남시 여론은 성남시에 위치하면서도 성남공항이 아니라 서울공항인 공항 이름부터 바꿔야 민간공항 개방에 관한 찬반 주장의 진정성이 신뢰를 얻을 것이라는 반응을 보였다.

### 제2롯데월드건축 문제
언론사 시사IN이 실시한 설문조사에 따르면, 조사에 응한 현역 군(軍) 조종사와 관제사의 86%가 항공 안전을 이유로 제2롯데월드 신축을 적극 반대하였다. 이들은 제2롯데월드를 반대하는 가장 큰 이유로 군의 항공관제에 나쁜 영향을 미치는 문제와 맹점(盲點) 발생으로 인한 충돌 위험성을 들었다.   제2롯데월드측에서는 활주로 방향을 3도 바꾸는 비용을 지불했다.

## 같이 보기
- 롯데월드타워
- 수원 비행장
- 오산 비행장
- 서산 비행장
- 성무 비행장
- 중원 비행장
- 원주공항